# Eumen I.
Eumen I. (? - 241. pr. Kr.) je bio vladar grada Pergam odnosno istoimenog kraljevstva u Maloj Aziji. Vladao je od 263. pr.n.e. do smrti 241. pr.n.e. Bio je sin Eumena, brata Filetera, prethodnog vladara i osnivača Atalidske dinastije, te Satire, kćeri Posejdonijeve.
Stric mu je bio eunuh, te kako nije mogao imati djece, posvojio je mladog Eumena kako bi postao njegov nasljednik. Kada je Eumen stupio na prijestolje, Pergam je bio u vazalnom odnosu prema Seleukidskom Carstvu, iako je uživo određenu autonomiju. Međutim, nedugo nakon toga, Eumen je, najvjerojatnije na poticaj egipatskog kralja Ptolemeja II., podigao pobunu protiv Seleukida. Godine 261. pr.n.e. je u bitci kod glavnog lidijskog grada Sarda porazio seleukidskog vladara Antioha I. te je tako Pergam stekao nezavisnost.
Sljedeća dva desetljeća je Pergam pod njegovom vladavinom uživao u miru i prosperitetu. Za razliku od drugih maloazijskih vladara, nije imao problema s Galima iz Galatije, najvjerojatnije zato što im je redovno plaćao danak. Iako je bio na čelu de facto nezavisne države, Eumen se nije nazivao kraljem.
Iako izvori spominju da je Eumen imao sina po imenu Filter, on je, po svemu sudeći, umro prije oca. Zbog toga je Eumen dao usvojiti svog rođaka Atala koji će 241. pr.n.e. doći na prijestolje kao kralj Atal I.